# Aeropuerto de Puerto Rico
El Aeropuerto de Puerto Rico (IATA: PCC) es un aeródromo de Colombia que sirve al municipio de Puerto Rico, Caquetá. Se encuentra ubicado al nororiente de la cabecera municipal.

## Aerolíneas que cesaron operación

### Extintas
- Avianca Aerotaxi (Años 1950 a años 1970)[1]
  - Neiva / Aeropuerto Benito Salas
  - Florencia / Aeropuerto Gustavo Artunduaga
  - San Vicente del Caguán / Aeropuerto Eduardo Falla Solano
- Taxi Aéreo Opita - TAO (Años 1960 a 1974)[2]
  - Bogotá / Aeropuerto Internacional El Dorado
  - Neiva / Aeropuerto Benito Salas
  - Florencia / Aeropuerto Gustavo Artunduaga
  - San Vicente del Caguán / Aeropuerto Eduardo Falla Solano